# Mimoclystia dimorpha
Mimoclystia dimorpha es una especie de polilla de la familia Geometridae. La especie fue descrita por primera vez por Claude Herbulot en 1966, con distribución endémica en Comoras.